# Eros (álbum de Eros Ramazzotti)
Eros es el nombre del primer álbum de grandes éxitos del cantante italiano de géneros pop/rock Eros Ramazzotti. Fue lanzado al mercado el 4 de noviembre de 1997 por el sello discográfico BMG.  De las 16 pistas, 5 son grabaciones originales, 9 regrabadas y 2 nuevas.  Dos de las regrabadas son a dúo; «Musica è» con el músico italiano Andrea Bocelli y «Cose della vita (Can't Stop Thinking of You)» con la artista Tina Turner. Eros ingresó en listas de seis países. Jason Birchmeier del sitio Allmusic le dio cuatro estrellas y media de cinco. Forma parte de la lista de los 100 discos que debes tener antes del fin del mundo, publicada en 2012 por Sony Music.

## Lista de canciones
Grabaciones originales - Temas 7, 10, 12, 14, 15

Regrabaciones - Temas 1-6, 8, 9, 13

Nuevas grabaciones - Temas 11, 16

Temas compuestos por Eros Ramazzotti, Piero Cassano, Adelio Cogliati salvo los indicados
1. «Terra promessa» (Tierra prometida) (Ramazzotti, Brioschi, Salerno) - 4:38
2. «Una storia importante» - 4:05
3. «Adesso tu» - 4:02
4. «Ma che bello questo amore» - 4:12
5. «Musica è» - 9:46 (a dúo con Andrea Bocelli)
6. «Occhi di speranza» - 3:19
7. «Più bella cosa» - 4:24
8. «Memorie» - 3:31
9. «Cose della vita (Can't Stop Thinking of You)» (Ramazzotti, Cassano, Cogliati, Ralston, Turner) - 4:48  (a dúo con Tina Turner)
10. «L'aurora» - 5:32
11. «Ancora un minuto di sole» (Ramazzotti, Cassano, Cogliati, Fabrizio) - 3:56
12. «Quasi amore» - 5:08
13. «Se bastasse una canzone» - 5:22
14. «Un'altra te» - 4:40
15. «Favola» - 4:23
16. «Quanto amore sei» (Cuanto Amor Me Das) (Ramazzotti, Cogliati, Guidetti) - 4:13

- Fuente:[1][2]

## Créditos
- Andrea Bocelli - artista principal/invitado
- Piero Cassano - composición
- Adelio Cogliati - composición
- Vinnie Colaiuta - artista invitado
- Claudio Guidetti - composición
- James Ralston - composición
- Eros Ramazzotti - composición, artista principal
- Alberto Salerno - composición
- Tina Turner - composición, artista invitada/principal

Fuente:

## Posicionamientos y certificaciones
| Lista (1997-2007)                | Posición |
| -------------------------------- | -------- |
| Austrian Albums Chart            | 1        |
| Belgian Albums Chart (Flanders)  | 6        |
| Belgian Albums Chart (Wallonia)  | 3        |
| Dutch Albums Chart               | 1        |
| European Albums Chart            | 1        |
| Finnish Albums Chart             | 4        |
| French Albums Chart              | 3        |
| German Albums Chart              | 1        |
| Greek International Albums Chart | 1        |
| Italian Albums Chart             | 1        |
| Norwegian Albums Chart           | 1        |
| Portuguese Albums Chart          | 6        |
| Spanish Albums Chart             | 5        |
| Swedish Albums Chart             | 5        |
| Swiss Albums Chart               | 1        |
| EE. UU. Top Latin Albums         | 11       |
| EE. UU. Latin Pop Albums         | 6        |

| País           | Certificaciones |
| -------------- | --------------- |
| Argentina      | Platino         |
| Austria        | 2x platino      |
| Bélgica        | 2x platino      |
| Francia        | 2x platino      |
| Grecia         | Platino         |
| Alemania       | 3x platino      |
| Países Bajos   | 2x platino      |
| España         | 2x platino      |
| Suecia         | 2x platino      |
| Suiza          | 4x platino      |
| Estados Unidos | 2x platino      |